# Lysichiton camtschatcensis
Lysichiton camtschatcensis, algemene naam Aziatische stinkkool (of witte stinkkool, moeraslantaarn uit het Verre Oosten of Japanse moeraslantaarn), is een plant die voorkomt in moerassen en natte bossen, langs beken en in andere natte gebieden van het schiereiland Kamtsjatka, de Koeril-eilanden, Sachalin en het noorden van Japan.
De algemene naam "stinkkool" wordt gebruikt voor het geslacht Lysichiton, waartoe ook L. americanus behoort, de westelijke stinkkool, die bekend staat om zijn onaangename geur. De Aziatische stinkkool kent meer variatie: er is gemeld dat de planten in sommige gevallen soms vies, helemaal niet of zoet ruiken.
In het Japans staat de plant bekend als mizubashō (lit. "water-banaan") vanwege een vermeende gelijkenis met de Japanse banaan, een naam met eerder poëtische dan onwelriekende associaties. De plant is niet verwant aan de echte kool.

## Beschrijving
De plant wordt 50-100 cm lang. In het vroege voorjaar produceert elke plant een geurig, puntig wit schutblad tot 40 cm lang, dat een groene vlezige aard (spadix) omringt.

## Teelt
Net als zijn nauwe verwant, L. americanus, wordt hij vaak gebruikt als waterplant in tuinen in Groot-Brittannië en Ierland. De plant heeft een onderscheiding gehad van de Royal Horticultural Society's Award of Garden Merit.
Er worden ook hybriden gekweekt van de L. camschatcensis en L. americanus, genaamd Lysichiton × hortensis. Deze hebben grotere schutbladeren dan beide ouders.